# Roční průměr denních intenzit
Roční průměr denních intenzit je hodnota, která slouží ke stanovení průměrné denní intenzity na komunikaci. Vypočítá se z jednotlivých denních intenzit pomocí vzorce:
{\displaystyle RPDI={\frac {1}{365}}.\sum _{i=1}^{365}I_{i}}
kde:
Ii ... celodenní (24 h) intenzita dopravy na komunikaci za den i
Udává se v počtu vozidel za den v obou směrech. Pomocí ročních průměrných denních intenzit udává intenzitu dopravy Ředitelství silnic a dálnic.